# New York Film Critics Circle Awards 1956
La 22ª edizione della cerimonia dei New York Film Critics Circle Awards, annunciata il 27 dicembre 1956, si è tenuta il 19 gennaio 1957 ed ha premiato i migliori film usciti nel corso del 1956.

## Vincitori

### Miglior film
- Il giro del mondo in 80 giorni (Around the World in 80 Days), regia di Michael Anderson

### Miglior regista
- John Huston - Moby Dick, la balena bianca (Moby Dick)

### Miglior attore protagonista
- Kirk Douglas - Brama di vivere (Lust for Life)

### Miglior attrice protagonista
- Ingrid Bergman - Anastasia

### Miglior sceneggiatura
- S. J. Perelman - Il giro del mondo in 80 giorni (Around the World in 80 Days)

### Miglior film in lingua straniera
- La strada, regia di Federico Fellini • Italia